# 與論語
與論語（ Yunnu futuba）是通行於鹿兒島縣與論島的一種語言，在語言學上屬於奄美-沖繩語群（北琉球語群）。与论语是全日本最濒危的语言之一。
與論語和國頭語、沖永良部語比較接近，但難以互通。在日本學界，有時候將與論語和沖永良部語、國頭語合起來稱為沖永良部與論沖繩北部諸方言。
根據2004年的統計，會說與論語的人僅有950人，有瀕臨滅絕的重大危險。

## 方言
据当地民俗学家菊千代的说法，与论语的方言可大致划为3组：
- 茶花
- 朝戸(/asi⸢tu/)、城(/gusi⸢ku/ ～ /gusu⸢ku/)、立長、叶(/ha⸢noː/)、那間(/naː⸢ma/)
- 麦屋西区、麦屋東区、古里(/puru⸢satu/)

与论岛西部的港口与镇公所附近分布的是茶花方言，麦屋和古里则位于相反的位置。北岸～岛中部～南岸的地域，分别分布着朝戸、城、立長、叶、那間方言。麦屋方言与其他方言间的距离较远。 

## 民俗术语
据保护活动的组织者菊秀史所说，与论岛民称自己所说的语言为“Yunnu Futuba”。其母菊千代（1927-）编篡的辞典中，记录了自己所在的麦屋東区的说法：/junnuhu⸢tuba/。收集到的其他词汇有/junnu⸢jun/（“与论话”）、/nizjancju⸢jun/（“麦屋口音”）、/sima⸢jun/（“说土话”） 、/sima⸢guci/和/simahu⸢tuba/（分别是“岛话”和“家话”）。山田實（1916-）提供了茶花方言的部分词汇，如：/⸢ju⸣nnu ⸢fu⸣tuba/和/⸢ʃi⸣ma ⸢fu⸣tuba/（“岛话”）。

## 音系
下面给出的是麦屋方言音系，来自平山輝男等（1969）.

### 辅音
|        | 唇音 | 唇音 | 齿龈音 | 齿龈音 | 龈后音 | 龈后音 | 硬腭音 | 硬腭音 | 软腭音 | 软腭音 | 声门音 | 声门音 | 音拍 |
| ------ | ---- | ---- | ------ | ------ | ------ | ------ | ------ | ------ | ------ | ------ | ------ | ------ | ---- |
| 鼻音   |      | m    |        | n      |        |        |        |        |        |        |        |        | Q N  |
| 塞音   | p    | b    | t      | d      |        |        |        |        | k      | ɡ      | ʔ      |        | Q N  |
| 塞擦音 |      |      |        |        | t͡ʃ     |        |        |        |        |        |        |        | Q N  |
| 擦音   |      |      | s      | z      |        |        |        |        |        |        | h      |        | Q N  |
| 近音   |      |      |        |        |        |        |        | j      |        | w      |        |        | Q N  |
| 闪音   |      |      |        |        |        | r      |        |        |        |        |        |        | Q N  |

注释
- Hirayama et al. (1969)将ɸ记作ꜰ，将t͡ʃ记作c，将ː记作ᴇ。
- 或许可以算上零声母/∅/，与声门音/h/、/ʔ/有对立。
- /h/在/i/前是[ç]，在/u/前是[ɸ]。/hwa/实现为[ɸa]。
- /si/、/se/、[t͡ʃu]分别实现为[ʃi]、[ʃe]和[t͡su]。
- [t͡ʃa]、[t͡ʃu]、[t͡ʃo]分别分析为/t͡ʃja/、/t͡ʃju/、/t͡ʃjo/。
- [ʃa]、[ʃu]、[ʃo]分别分析为/sja/、/sju/、/sjo/。
- N和Q为韵尾（分别是鼻音和长音）。

### 元音
与论语有/a/、/e/、/i/、/o/、/u/五个元音，都有长短对立。

### 与标准日语的对应关系
只列出主要的对应。
- 日语/e/变为/i/。
- 日语/o/变为/u/。
- 与论语现有的/e、o/大多对应日语双元音。
- 与论语/p/对应日语/h/。
- 日语/t͡ʃu、su、zu/对应/t͡ʃi/[t͡ʃi]、/si/[ʃi]、/zi/[d͡ʒi]。
- 日语/k/对应关系复杂。/ka/对应与论语/ka/、/ha/；/ki/对应/ki/、/si/。/ke/大致对应/si/，有例外。/ku/对应/hu/。
- 日语/ni/对应与论语/mi/。
- 与论语/r/在元音和/i/之间时消失。
- 来自早期/wo/的日语/o/对应与论语/hu/。

## 阅读更多
- Machi Hiromitsu, 1977. Nominalization in Yoron （页面存档备份，存于）.